# 뻐꾸기 알은 누구의 것인가
《뻐꾸기 알은 누구의 것인가》(일본어: カッコウの卵は誰のもの カッコウのたまごはだれのもの[*])는 히가시노 게이고의 장편 서스펜스 소설이다.

## 개요
코분샤의 스포츠 월간지 《버서스》 2004년 10월호부터 2005년 12월호와 2006년 2월호와 3월호, 월간 소설지 《소설 호세키》 2006년 12월호부터 2008년 2월호에 게재되어, 2010년 1월 20일에 코분샤에서 단행본이 간행되었다. 연재 중의 타이틀은 《페이크》였다.

## 등장인물
히다 히로마사
스키 전 일본 올림픽 대표. 카자미의 아버지.
히다 카자미
히로마사와 토모요의 딸. 신세 개발 스키부 소속.
히다 토모요
카자미의 어머니. 카자미가 2살이 되기 전에 자살했다.
유즈케 요스케
신세 개발 스포츠 과학 연구소 부소장.
토리고에 싱고
신세 개발 스키부 주니어 클럽 소속 중학생.
토리고에 카츠야
싱고의 아버지. 등산가.
카미죠 노부유키
니이가타 나가오카의 케이엠 건설 사장.
카미죠 세츠코
노부유키의 아내.
카미죠 후미야
노부유키의 아들. 케이엠 건설 상무.

## 서지 정보
- 단행본: 코분샤, 2010년 1월 20일 ISBN 978-4-334-92694-6
- 문고본: 코분샤 분코, 2013년 2월 13일 ISBN 978-4-334-76529-3

## 텔레비전 드라마
2016년 3월 27일부터 5월 1일까지 WOWOW 연속 드라마 W의 〈일요 오리지널 드라마〉로 방송되었다. 주연은 츠치야 타오.

### 캐스트
- 히다 카자미 - 츠치야 타오
- 카미죠 후미야 - 혼고 카나타
- 유즈키 요스케 - 토츠기 시게유키
- 히다 히로마사 - 이하라 츠요시
- 에리카 - 마노 에리나
- 싱고 - 타카스기 마히로
- 카즈마 - 모리나가 유키
- 쇼타 - 야노 마사토
- 토다 마사히로
- 야마시타 요리에
- 오오츠루 기탄
- 마에다 아키
- 야지마 켄이치
- 카미죠 노부유키 - 아사노 카즈유키

### 스태프
- 감독 - 야쿠모 사이지, 야마시타 츠카사
- 각본 - 타나베 미츠루
- 음악 - 야마시타 히로아키
- 프로듀서 - 이노우에 마모루, 와타나베 히로히토

### 방송 일자
| 각 화  | 방송일          | 부제                        |
| ------ | --------------- | --------------------------- |
| 제1화  | 2016년 3월 27일 | 재능이라고 하는 이름의 날개 |
| 제2화  | 4월 3일         | 부러진 날개                 |
| 제3화  | 4월 10일        | 깨진 껍질                   |
| 제4화  | 4월 17일        | 내려앉은 비밀               |
| 제5화  | 4월 24일        | 뻐꾸기의 기도               |
| 최종화 | 5월 1일         | 피의 비상                   |